# Mistrzostwa Afryki w Półmaratonie 1997
Mistrzostwa Afryki w półmaratonie 1997 – zawody lekkoatletyczne rozegrane w Dżibuti.

## Rezultaty

### Mężczyźni
| Konkurencja:  | 1. miejsce     | Rezultat | 2. miejsce    | Rezultat | 3. miejsce   | Rezultat |
| Indywidualnie | Ayele Mezegebu | 1:06:18  | Berhanu Adane | 1:06:21  | Tesfaye Tola | 1:06:38  |

### Kobiety
| Konkurencja:  | 1. miejsce   | Rezultat | 2. miejsce | Rezultat | 3. miejsce | Rezultat |
| Indywidualnie | Meseret Kotu | 1:17:09  | Leila Aman | 1:17:48  | Abeba Tola | 1:21:44  |